# Assassinato de Shinzo Abe
O assassinato de Shinzo Abe ocorreu em 8 de julho de 2022 em Nara, no Japão. O ex-primeiro-ministro do Japão fazia um discurso de campanha perto da Estação Yamato-Saidaiji, por volta das 11h30min, quando foi baleado pelas costas. Gravemente ferido e mostrando ausência de sinais vitais e parada cardiorrespiratória, foi declarado morto às 17h03 JST.

## Atentado
Em 8 de julho de 2022 por volta das 11h30 JST, Abe estava fazendo um discurso em nome de Kei Sato, candidato do Partido Liberal Democrata concorrendo à reeleição, antes das próximas eleições para a câmara alta japonesa. Abe foi baleado pelas costas com uma arma de fogo artesanal, feita de madeira e metal e caiu no chão.
Um centro de gestão de crises foi estabelecido no gabinete do atual primeiro-ministro Fumio Kishida, que estava na prefeitura de Yamagata para a campanha eleitoral. Ele cancelou a agenda restante para retornar a Tóquio usando um helicóptero fretado, supostamente para fazer um discurso sobre o atentado. Todos os outros membros do gabinete em exercício também foram chamados de volta a Tóquio, de acordo com o secretário-geral do gabinete, Hirokazu Matsuno.
Abe foi transportado para Hospital Universitário de Nara por helicóptero com ferimentos no peito e pescoço e foi relatado que não apresentava sinais vitais no hospital às 12h7min JST. Abe está inconsciente e teve uma parada cardíaca. Em nota, o hospital informou que Abe sofreu dois profundos ferimentos, um do lado direito do pescoço e outro no peito que atingiu gravemente o coração. A causa declarada de sua morte foi uma intensa hemorragia.

## Suspeito
Tetsuya Yamagami (japonês: 山上徹也), um homem de 41 anos que mora na cidade de Nara, foi preso pela Polícia da Província de Nara no local por suspeita de tentativa de homicídio; isso foi atualizado para assassinato depois que Abe foi declarado morto. Yamagami foi transferido para a Delegacia de Polícia de Nara Nishi após sua prisão. Ele foi descrito como sendo calmo e não fez nenhuma tentativa de escapar. Yamagami não tinha antecedentes criminais. Desde 12 de julho de  2022, acusações formais não foram feitas contra Yamagami, que está detido em um escritório do promotor durante a investigação.

### Vida pessoal
Tetsuya Yamagami nasceu na província de Mie. Descrito como quieto e reservado no ensino médio, escreveu em seu anuário de formatura que "não havia a menor ideia" do que queria fazer no futuro. Yamagami ingressou na Força de Autodefesa Marítima do Japão (JMSDF) em agosto de 2002; ele foi enviado para a Base Naval de Kure e designado para o contratorpedeiro JS Matsuyuki. Ele foi dispensado do JMSDF em agosto de 2005 como intendente com o posto de marinheiro líder.
Em outubro de 2020, Yamagami começou a trabalhar como operador de empilhadeira na província de Quioto para um fabricante que operava na região de Kansai. Lá ele foi descrito como quieto. Ele se demitiu em maio de 2022 depois de alegar que estava "se sentindo mal". Yamagami estava desempregado no momento de sua apreensão.

### Motivação do crime
Yamagami disse aos investigadores que seu motivo foi pessoal e não político. Sua mãe declarou falência em 2002 depois de fazer grandes doações para a Igreja da Unificação, da qual ela foi membro, o que o levou a guardar rancor contra o grupo. Sua mãe ingressou na Igreja da Unificação em 1998, e em junho de 1999, ela vendeu a terra que herdou de seu pai e a casa onde morava com seus 3 filhos, então contribuiu com cerca de 100 milhões de ienes para a Igreja da Unificação e foi a falência. Yamagami pesquisou as conexões da igreja com Abe nos meses anteriores ao ataque, acreditando que o ex-primeiro-ministro espalhou a influência da igreja no Japão. Ele supostamente decidiu matar Abe depois que descobriu em um sítio que Abe havia enviado uma mensagem de vídeo para um grupo afiliado à Igreja da Unificação.
O relato de Yamagami de sua mãe ser membro da Igreja da Unificação foi confirmado por Tomihiro Tanaka, presidente da filial da igreja em Tóquio, durante uma conferência de imprensa em 11 de julho. Tanaka disse que a mãe de Yamagami se juntou à Igreja da Unificação em 1998, parou de frequentar por volta de 2009 e 2017 e restabeleceu a conexão com a igreja em 2019 ou 2020. A presidência da igreja se recusou a divulgar o valor total das doações contribuídas pela mãe de Yamagami desde sua admissão em 1998, alegando a falta de seus registros de doação. Tanaka também minimizou o suposto vínculo estreito entre a organização e Abe, afirmando que o ex-primeiro-ministro, não sendo um membro ou conselheiro registrado, apenas proferiu discursos para suas "entidades amigas".

### Planejamento
Yamagami disse que seu plano inicial era assassinar um oficial de alto escalão da Igreja da Unificação, mas depois decidiu atacar Abe. Por volta de 2002, quando a mãe de Yamagami faliu, ele vagou pelo prédio da Igreja da Unificação carregando uma faca, procurando uma oportunidade para matar Hak Ja Han. Ele tentou matar Hak Ja Han com um lança-chamas quando ela chegou à prefeitura de Aichi em 2019, mas desistiu porque não conseguiu entrar no prédio da igreja. Ele passou a perseguir Abe em vários locais enquanto planejava seu ataque por um período de vários meses. No dia anterior ao assassinato, Yamagami participou de um comício do LDP na província de Okayama com a intenção de matar Abe lá; ele foi forçado a voltar atrás devido aos protocolos de entrada. Depois que a agenda de Abe foi alterada para permitir que ele visitasse a cidade de Nara em 8 de julho, Yamagami acompanhou seus movimentos através do sítio de Abe.
A residência de Yamagami fica a cinco minutos a pé da Estação Shin-Ōmiya, a próxima parada no sentido oeste na linha Nara é a Estação Yamato-Saidaiji, onde o assassinato foi realizado.
Yamagami disse à polícia que ele havia testado sua arma caseira em uma instalação ligada à Igreja da Unificação no dia anterior ao tiroteio. Buracos de bala foram descobertos pelos investigadores na entrada do ramo Nara da Igreja da Unificação.

### Fabricação da arma
Yamagami supostamente fabricou a arma usada no tiroteio. A polícia descobriu armas de fogo caseiras semelhantes a essa arma, bem como possíveis dispositivos explosivos, durante uma busca em sua casa após sua prisão. Mais tarde, eles foram apreendidos como evidência e levados por oficiais de eliminação de bombas depois que os moradores próximos foram evacuados.
Yamagami afirmou que testou suas armas de fogo improvisadas atirando-as em várias tábuas de madeira com uma bandeja coberta de alumínio para armazenar pólvora seca, que mais tarde foi recuperada de seu veículo.
Sítios sobre fabricação de bombas e fabricação de armas foram descobertos no histórico de navegação da Yamagami. Ele disse aos investigadores que originalmente pretendia realizar o assassinato usando explosivos. No entanto, notas obtidas na casa dos pais de Yamagami pelos investigadores revelam que ele não queria "causar problemas para os espectadores" e acreditava que um explosivo não poderia matar, então em vez disso, ele decidiu produzir sua própria arma.

## Reação e impacto

### No Japão
- Japão:

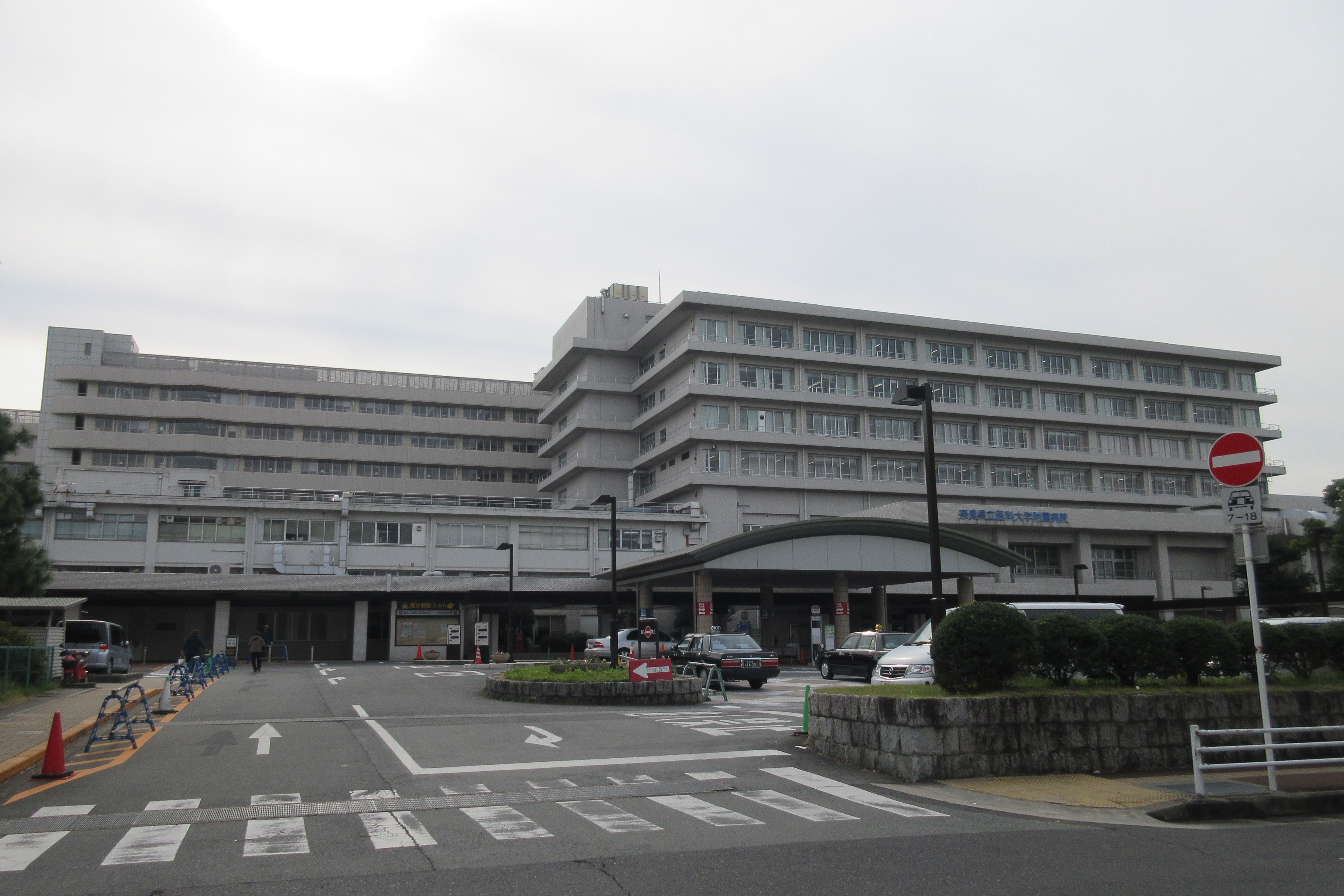
Hospital Universitário de Nara, onde Abe foi declarado morto.

O Primeiro-Ministro do Japão, Fumio Kishida (que foi ministro das relações exteriores do Japão durante o mandato de Abe entre 2012 a 2017), expressou através de sua conta oficial no Twitter, suas condolências em uma postagem longa, em que Kishida exaltou não só o trabalho politico de Abe durante seu governo, quanto a figura pessoal do ex-primeiro-ministro. "Para mim, o ex-primeiro-ministro Abe foi um bom amigo que passou muito tempo comigo como colega e um ministro que apoiou o Gabinete Abe" afirmou Kishida.
O iene teve ganhos e o Nikkei 225 perdeu ganhos recentes em resposta ao atentado.

### Internacional
- Austrália:

O primeiro-ministro da Austrália, Anthony Albanese, falou ao saber do atentado: "Notícias chocantes do Japão de que o ex-primeiro-ministro Shinzo Abe foi baleado. Nossos pensamentos estão com sua família e o povo do Japão neste momento".
- Brasil:

O presidente do Brasil, Jair Bolsonaro, manifestou-se, declarando: "Recebo com extrema indignação e pesar a notícia da morte de Abe Shinzo, líder brilhante e que foi um grande amigo do Brasil. Estendo à família de Abe, bem como aos nossos irmãos japoneses, a minha solidariedade e o desejo de que Deus cuide de suas almas neste momento de dor". O presidente brasileiro acrescentou: "Que seu  assassinato seja punido com rigor. Estamos com o Japão" e decretou três dias de luto oficial pela morte do ex-primeiro-ministro japonês.
- Chile:

O presidente Gabriel Boric, do Chile, enviou suas condolências via Twitter, condenando o que chamou de "assassinato terrível".
- Estados Unidos:

O presidente norte-americano Joe Biden falou que estava "chocado, indignado e profundamente triste com a notícia" e acrescentou, dizendo: "Ele (Abe) foi um campeão da amizade entre nosso povo".
O embaixador dos Estados Unidos no Japão, Rahm Emanuel, divulgou um comunicado dizendo que os Estados Unidos estavam "tristes e chocados" após o atentado.
O ex-presidente dos EUA, Donald Trump, afirmou que a notícia era "absolutamente devastadora" e que Abe era "um verdadeiro amigo meu e, muito mais importante, da América".
O também ex-presidente dos EUA, Barack Obama, disse pelo Twitter que estava "chocado e triste com o assassinato de meu amigo e parceiro de longa data Shinzo Abe no Japão" e que "o ex-primeiro-ministro Abe era dedicado tanto ao país que serviu quanto à extraordinária aliança entre os Estados Unidos e o Japão".
- França:

O presidente da França, Emmanuel Macron, enviou suas condolências às autoridades e ao povo japonês após o assassinato de Shinzo Abe. O político francês acrescentou que "o Japão está perdendo um grande primeiro-ministro, que dedicou sua vida ao seu país e trabalhou para trazer equilíbrio ao mundo".
- Portugal:

O primeiro-ministro de Portugal, António Costa, escreveu no Twitter que lamenta "a morte de um democrata e líder histórico de um país amigo, com o qual Portugal tem relações centenárias". Já o Presidente da República, Marcelo Rebelo de Sousa, mostrou-se "chocado com o vil assassinato do antigo primeiro-ministro do Japão Shinzo Abe".
- Reino Unido:

O Primeiro-Ministro do Reino Unido Boris Johnson disse no Twitter: "Notícia incrivelmente triste sobre Shinzo Abe. Sua liderança global em tempos desconhecidos será lembrada por muitos. Meus pensamentos estão com sua família, amigos e o povo japonês. O Reino Unido está com vocês neste momento sombrio e triste."
- Taiwan:

A presidente de Taiwan, Tsai Ing-wen, disse: "Acredito que todos estão tão surpresos e tristes quanto eu [...]" e que "[...] O ex-primeiro-ministro Abe não é apenas um bom amigo meu, mas também um amigo fiel de Taiwan. Ele apoiou Taiwan por muitos anos e não poupou esforços para promover o progresso das relações Taiwan-Japão".
- Ucrânia:

Por meio do Twitter, o Presidente da Ucrânia Volodymyr Zelensky disse "Notícias horríveis de um assassinato brutal do ex-primeiro-ministro do Japão Shinzo Abe. Estou estendendo minhas mais profundas condolências à sua família e ao povo do Japão neste momento difícil. Este ato hediondo de violência não tem desculpa".